# Сражение при Эйзенахе
Сражение при Эйзенахе — состоявшееся 3 августа 908 года около Эйзенаха сражение, в котором войско венгров разгромило армию Восточно-Франкского королевства под командованием герцога Бурхарда Тюрингского, графа Эгино II и епископа Рудольфа I Вюрцбургского; эпизод венгерских завоеваний в Европе.

## Исторические источники
О сражении при Эйзенахе и связанных с ним событиях сообщается в нескольких средневековых нарративных источниках. Среди них: «Продолжение „Хроники Регино“» Адальберта Магдебургского, «Деяния саксов» Видукинда Корвейского, «Магдебургские анналы», «Хроника» Германа из Райхенау, «Хильдесхаймские анналы», «Хроника» Саксонского анналиста, «Аламаннские анналы» и «Вюрцбургская хроника» Эккехарда из Ауры.

### Предыстория
После того как венгры в конце IX века завоевали Паннонскую равнину, они начали совершать походы на соседние с их новыми владениями территории. Нападениям подверглись Великая Моравия, Византия, Восточно-Франкское государство и Итальянское королевство.
Первое венгерское вторжение во владения правителя восточных франков Людовика IV Дитяти произошло в 900 году. После победы над баварским герцогом Луитпольдом в битве при Прессбурге в 907 году венгры вынудили нового правителя Баварии Арнульфа Злого выплатить им дань и не препятствовать их проходу для нападений на другие области Восточно-Франкского королевства.

## Сражение
В 908 году большое войско венгров вторглось в Тюрингию. Это было уже второе их нападение на эту часть Восточно-Франкского королевства: в 906 году они по призыву живших в окрестностях современного Майсена славян-далеминцев прошли через Тюрингию и разорили Саксонию. Исходным пунктом нового похода венгров также стали владения далеминцев.
Навстречу венграм выступило состоявшее из тюрингцев, франконцев и саксонцев войско восточных франков. Его возглавляли герцог Тюрингии Бурхард, граф Баданахгау Эгино II и епископ Вюрцбурга Рудольф I. Военачальником же венгров, возможно, была та же персона, под командованием которой те в 907—910 годах — во время малолетства князя Жольта — одержали несколько крупных побед над восточными франками. Предполагается, что им мог быть наиболее влиятельный тогда венгерский аристократ Сабольч.
Войска венгров и восточных франков встретились 3 августа 908 года вблизи Эйзенаха. О численности участников сражения и его ходе сведений не сохранилось. Известен только результат битвы: венгры снова одержали победу. В сражении погибло множество франков, включая всех трёх военачальников.
Не встречая больше сопротивления, венгры разграбили Тюрингию и Саксонию до Бремена и с большой добычей возвратились в свои владения.

## Последствия
После победы вблизи Эйзенаха венгры ещё два года совершали вторжения в Восточно-Франкское королевство. В конце концов в 910 году после тяжёлых поражений восточных франков в сражениях на реке Лех и на реке Редниц Людовик IV Дитя был вынужден заключить с венграми мир, признав все их территориальные приобретения и начав платить им дань.
Несмотря на поражение венгров в сражении на реке Инн в 913 году, их набеги на владения восточных франков продолжались до 933 года, когда король Генрих I Птицелов смог разбить их при Риаде. Окончательно же венгерская угроза для Германского королевства была ликвидирована только в 955 году после победы Оттона I Великого в битве на Лехе.